# Physaraia simplex
Physaraia simplex är en stekelart som beskrevs av Donaldson 1989. Physaraia simplex ingår i släktet Physaraia och familjen bracksteklar. Inga underarter finns listade i Catalogue of Life.